# Cutremurul din Albania (2019)
Albania de nord-vest a fost lovită de un puternic cutremur cu magnitudinea de 6,4 cu un epicentru de 12 kilometri (7,5 mi) la vest-sud-vest de Mamurras, la 03:54 CET, la 26 noiembrie 2019. Cutremurul a fost simțit în capitala Albaniei Tirana și în locuri cât mai îndepărtate ca Taranto, Italia și Belgrad, Serbia aproximativ 370 kilometri (230 mi) nord-est de epicentru. În total 51 de persoane au fost ucise în cutremur, 3000 fiind rănite. A fost cel de-al doilea cutremur care a lovit regiunea în decurs de trei luni și cel mai puternic care a lovit Albania în mai mult de 40 de ani,  și este în prezent cel mai mortal cutremur din lume în 2019 și din ultimii 99 de ani.

## Aranjarea plăcilor tectonice
Albania se află peste granița convergentă între Placa Eurasiatică și Placa Adriatică, care face parte din zona complexă de coliziune cu Placa Africană. Structura părții de vest a Albaniei este dominată de tectonica împingere activă. Regiunea este activă seismic, cu mai multe cutremure M ≥ 6 în ultima sută de ani. În 1979, cel mai mare dintre aceste evenimente a lovit 70 de kilometri mai departe spre nord, în Muntenegru, ucigând 135 de persoane în Muntenegru și Albania.

## Daune
Mai multe clădiri au fost avariate. Forțele speciale continuă să caute peste 32 de persoane care sunt încă în ruină. Ministrul Sănătății din Albania, Ogerta Manastirliu, a declarat că 658 de persoane au fost rănite de cutremur cu o zi înainte, în timp ce 68 de persoane sunt încă spitalizate. Monastirliu a spus că un băiat și o fată în stare de sănătate mai proastă vor fi trimiși în străinătate pentru ajutor medical mai specializat.

## Urmări
O zi națională de doliu a fost declarată în Albania și Kosovo vecină, de unde două dintre victime erau și care au o populație majoritară etnică albaneză. Pentru Durres și Tirana a fost declarată o stare de urgență.

## Ajutor internațional
Un număr de țări au oferit ajutor internațional Albaniei :
- Austria —  €600.000 au fost alocate de guvernul austriac pentru ajutor umanitar și reconstrucție viitoare Albaniei.[11]
- Azerbaijan — Guvernul Azerbaidjan a alocat 500.000 de euro pentru ajutor umanitar acordat Albaniei.[12][13]
- Bulgaria – 100.000 de euro au fost alocați de guvernul bulgar pentru ajutor umanitar oferit Albaniei.[14]
- China — Autoritățile chineze au declarat că vor oferi asistență financiară viitoare.[15] Două companii chineze au strâns 2.000.000 de euro pentru efortul de ajutor.[15]
- Croația – O echipă de căutare și salvare, compusă din 15 membri ai Direcției pentru Protecția Civilă a Ministerului de Interne și câini de căutare și salvare, plus două elicoptere militare.[16]
- Estonia — 50.000 de euro au fost alocați de guvernul eston pentru reconstrucția viitoare în Albania.[17]
- Franța — Au fost dislocate trei echipe reprezentând un total de 100 de salvatori aparținând Sécurité Civile, Bataillon des Marins-Pompiers de Marsilia și pompierii din sudul Franței. Acestea sunt susținute de două avioane Sécurité Civile: un Beechcraft Super King Air 200 pentru sarcini de transport ușor și o încărcătură Bombardier Dash 8.[18]
- Grecia –O echipă de experți în cutremur, cu douăzeci și șapte de unități compacte de asistență în gestionarea situațiilor de urgență și câini de căutare și salvare, camioane, de asemenea, un avion C-130 cu pachete alimentare.[19][20][21]
- Israel — Israelul a trimis o echipă de salvare și servicii de la Consiliul Regional Mevo'ot HaHermon în Albania.[22]
- Italia – O echipă urbană de căutare și salvare din Corpul Național al Pompierilor compusă din peste 20 de specialiști în domeniu în operațiuni de căutare, asistență medicală și ingineri. Curând după aceea, un număr suplimentar de 200 de voluntari instruiți ai Apărării Civile au fost trimiși.[23]
- Kosovo* – 110 operatori specializați ai Poliției Kosovo au expediat și 40 de membri ai unităților de căutare și salvare urbană ale Forței de Securitate Kosovo.[24]
- Montenegro — Muntenegru a trimis 18 specialiști în serviciile de salvare. Municipiile Podgorica și Bar au donat fiecare câte 20.000 de euro pentru ajutor umanitar.[25] Municipalitățile majoritare albaneze din Muntenegru, cum ar fi Ulcinj, au trimis 10.000 €, iar echipele de pompieri, iar Tuzi, recent format, au trimis 3.000 €.[26][27]
- Macedonia de Nord — Macedonia de Nord a trimis 100.000 EUR în ajutor financiar,[28] precum și drone cu camere termice pentru a căuta supraviețuitorii sub dărâmături. Au fost trimise echipe de salvare, precum și echipamente mecanice pentru curățarea molozului.[29][30] Municipalitățile majoritare albaneze din Macedonia de Nord, cum ar fi Tetovo, au trimis ajutor umanitar și 500.000 de denari, Struga a trimis 1.000.000 de denari, Kičevo a trimis 12.000 €, iar Gostivar a trimis ajutor umanitar și echipe de pompieri și medici.[31]
- Nigeria — 1.000.000 de euro au fost alocați de oamenii de afaceri din petrolul și gazele nigeriene Sandesara, frații Nitin Sandesara și Chetan Sandesara, pentru ajutor umanitar și reconstrucție viitoare în Albania.[32]
- Qatar — Qatar prin Qatar Fund for Development (QFFD) și Qatar Charity a trimis livrări constând din produse alimentare, pături, paturi și îmbrăcăminte.[33]
- România – România a trimis un avion  Alenia C-27J Spartan și un avion Lockheed C-130 Hercules , un elicopter militar, camioane, precum și o echipă RO-USAR cu un total de 52 pompieri IGSU și medici și asistente SMURD, plus 12 tone din propriile materiale de căutare și salvare, inclusiv patru câini de căutare și salvare însoțiți de doi voluntari specializați.[34][35] Patriarhia Română a lansat o campanie de strângere de fonduri pe 26 noiembrie.[36]
- Serbia – O brigadă de pompieri, precum și un prim ajutor.[37]
- Elveția – 15 specialiști ai unității de ajutor umanitar elvețian au fost trimiși să sprijine forțele de urgență albaneze.[38]
- Turcia – Un avion Airbus Atlas cu 28 de personal de căutare și salvare, trei vehicule și un total de 500 de pături și 500 de pachete alimentare au fost trimise victimelor cutremurului. [39]
- Uniunea Europeană — Albania a activat Mecanismul de protecție civilă în ziua cutremurului.[7][40] Ca atare, UE a fost implicată în efortul de asistență internațional care a urmat în legătură cu mobilizarea a trei echipe din România, Grecia și Italia, ajutoare și necesitatea inginerilor structurali pentru a evalua daunele cutremurului.[7][40][41] UE a promis că va oferi asistență viitoare statului și persoanelor afectate de cutremur.[7]
- Emiratele Arabe Unite — Emiratele Arabe Unite, în asistența sa inițială, au trimis adăposturi, alimente și consumabile medicale pentru 555.000 de persoane.[42] Semiluna Roșie Emirate va distribui asistență suplimentară de ajutor din Emiratele Unite, în valoare de 13 milioane Dh, persoanelor afectate de cutremur.[42]
- Statele Unite — Personalul armatei americane de la elementul de sprijin civil-militar, Kosovo, a ajuns în Albania pentru a sprijini eforturile de ajutor.[43][44]
- Vatican City — Papa Francisc a luat decizia de a trimite o primă contribuție de 100.000 de euro prin intermediul Dicasterului pentru Promovarea Dezvoltării Integrale a Omului pentru a sprijini eforturile de ajutor imediat.[45]